# John Mott
John Raleigh Mott (n. 25 mai 1865, Livingston Manor⁠(d), Comitatul Sullivan, New York, New York, SUA – d. 31 ianuarie 1955, Orlando, Florida, SUA) a fost lider al YMCA și al World Student Christian Federation (WSCF), laureat al Premiului Nobel pentru Pace în 1946 pentru activitatea sa de înființare și de consolidare a organizațiilor internaționale creștine-protestante studențești care au activat pentru promovarea păcii.
Între 1895 și 1920, Mott a fost Secretar General al WSCF.
În 1910, Mott, un credincios metodist, a prezidat Conferința Mondială a Misonarilor din 1910 la care s-a lansat mișcarea misionară protestantă. Între 1920 și 1928 a fost președinte al WSCF. Pentru eforturile sale în ambele misiuni și în ce privește ecumenismul și pacea, unii istorici îl consideră „cel mai umblat și mai credibil lider creștin al vremii sale”  Implicat îndeaproape în înființarea Consiliului Mondial al Bisericilor în 1948, această organizație l-a ales președinte onorific pe viață. Cea mai cunoscută carte a sa, Evanghelizarea lumii în această generație, a devenit un slogan al misionarilor la începutul secolului al XX-lea.
Mott s-a născut la Livingston Manor, Sullivan County, New York la 25 mai 1865, și familia sa s-a mutat la Postville, Iowa în luna septembrie a aceluiași an. A urmat cursurile Upper Iowa University, unde a studiat istoria și a câștigat premii în concursuri de debate. S-a transferat apoi la Universitatea Cornell, pe care a absolvit-o în 1888. Mott s-a căsătorit cu Leila Ada White în 1891 și cei doi au avut doi băieți și două fete.